# Zizeeria decrets
Zizeeria decrets är en fjärilsart som beskrevs av Butler 1883. Zizeeria decrets ingår i släktet Zizeeria och familjen juvelvingar. Inga underarter finns listade i Catalogue of Life.